# Princeton University Men's Volleyball
La Princeton University Men's Volleyball è la squadra di pallavolo maschile appartenente alla Princeton University, con sede a Princeton (New Jersey): milita nella Eastern Intercollegiate Volleyball Association della NCAA Division I.

## Storia
La Princeton University Men's Volleyball viene fondata come club universitario nel 1977, venendo immediatamente affiliata alla Eastern Intercollegiate Volleyball Association. Nel 1997 ottiene il pieno status di programma sportivo universitario, conquistando un anno dopo il suo primo titolo di conference e partecipando per la prima volta al torneo NCAA Division I, dove esce di scena in semifinale. Conquista in seguito altri due titoli di conference, partecipando altre due volte al torneo nazionale.

## Record
| Piazzamento          |   | Edizione                                                           |
| -------------------- | - | ------------------------------------------------------------------ |
| Tornei NCAA          | 3 | Semifinali: 1 1998                                                 |
| Tornei NCAA          | 3 | Quarti di finale: 1 2019                                           |
| Tornei NCAA          | 3 | Primo turno: 1 2022                                                |
| Titoli di conference | 3 | Eastern Intercollegiate Volleyball Association: 3 1998, 2019, 2022 |

## Conference
- Eastern Intercollegiate Volleyball Association[1]: 1977-

## All-American

### Second Team
- Cody Kessel (2015)

## Allenatori
- Glenn Nelson: 1979-2009
- Sam Shweisky: 2010-